# 克洛弗利夫鎮區 (明尼蘇達州彭寧頓縣)
克洛弗利夫鎮區（英語：Cloverleaf Township）是位於美國明尼蘇達州彭寧頓縣的一個行政鎮區。

## 地方資料
克洛弗利夫鎮區的面積為69.73平方千米，當中陸地面積為69.72平方千米，而水域面積為0.01平方千米。根據2020年美國人口普查的數據，當地共有人口90人，而人口密度為每平方千米1.29人。